# Utrikes- och säkerhetspolitiska ministerutskottet
Utrikes- och säkerhetspolitiska ministerutskottet är i Finland ett statsrådsutskott, vars ordförande är statsministern och övriga ledamöter utrikesministern, försvarsministern och tre andra ministrar som statsrådet förordnar. 
I utrikes- och säkerhetspolitiska ministerutskottet skall enligt statsrådets reglemente av 2003 förberedelsevis behandlas viktiga ärenden som gäller utrikes- och säkerhetspolitiken och viktiga ärenden av annat slag som gäller Finlands relationer till främmande makter samt viktiga ärenden som gäller totalförsvaret. Utskottet behandlar också frågor som gäller samordningen av ärenden som hör till dess uppgiftsområde.